# Scandinavian Cup 1981
Der Scandinavian Cup 1981 (auch Scandinavian Masters genannt) fand vom 26. bis zum 29. November 1981 in Kopenhagen statt. Es war die erste Auflage dieses Badmintonturniers. Aktive aus 11 Ländern waren am Start.

## Finalresultate
| Disziplin    | Sieger                   | Finalist                     | Ergebnis           |
| ------------ | ------------------------ | ---------------------------- | ------------------ |
| Herreneinzel | Morten Frost             | Prakash Padukone             | 15:4, 15:11        |
| Dameneinzel  | Lene Køppen              | Zhang Ailing                 | 11:6, 12:11        |
| Herrendoppel | Luan Jin Lin Jiangli     | Morten Frost Steen Fladberg  | 15:11, 6:15, 15:12 |
| Damendoppel  | Nora Perry Jane Webster  | Zhang Ailing Liu Xia         | 15:12, 15:9        |
| Mixed        | Mike Tredgett Nora Perry | Steen Skovgaard Jane Webster | 15:12, 15:8        |